# La notte (Ariete)
| Recensione | Giudizio |
| ---------- | -------- |
| Newsic     | 7.25/10  |
| Rockit     | Positivo |

La notte è il secondo album in studio della cantautrice italiana Ariete, pubblicato il 22 settembre 2023.

## Descrizione
Il disco contiene il brano Mare di guai, in gara al Festival di Sanremo 2023, oltre ai brani Un'altra ora e Rumore, estratti come singoli prima della pubblicazione dell'album. In un'intervista per La Repubblica, Ariete ha spiegato che il titolo dell'album funge da filo conduttore per tutte le tracce con una scrittura musicale più complessa:

## Tracce
1. Cose in comune – 2:31 (Arianna Del Giaccio, Pietro Paroletti)
2. Caramelle – 2:43 (Arianna Del Giaccio, Daniele Razzicchia)
3. Un'altra ora – 2:55 (Arianna Del Giaccio, Michele Zocca)
4. Rumore – 2:39 (Arianna Del Giaccio, Daniele Razzicchia)
5. Dormiveglia – 2:54 (Arianna Del Giaccio, Daniele Razzicchia, Marco De Cesaris)
6. Le cose che ho fatto per piacerti – 2:02 (Arianna Del Giaccio)
7. Quattro inverni – 2:32 (Arianna Del Giaccio, Michele Zocca)
8. Nulla (feat. Chiello) – 3:00 (Arianna Del Giaccio, Daniele Razzicchia, Giovanni Imparato, Rocco Modello)
9. Nostalgia – 2:46 (Arianna Del Giaccio, Daniele Razzicchia, Marco De Cesaris)
10. Mare di guai – 3:24 (Arianna Del Giaccio, Dario Faini, Edoardo D'Erme, Vincenzo Centrella)
11. La notte – 3:05 (Arianna Del Giaccio, Daniele Razzicchia, Giorgio Pesenti)

## Classifiche
| Classifica (2023) | Posizione massima |
| ----------------- | ----------------- |
| Italia            | 3                 |